# Bertrand Janssen

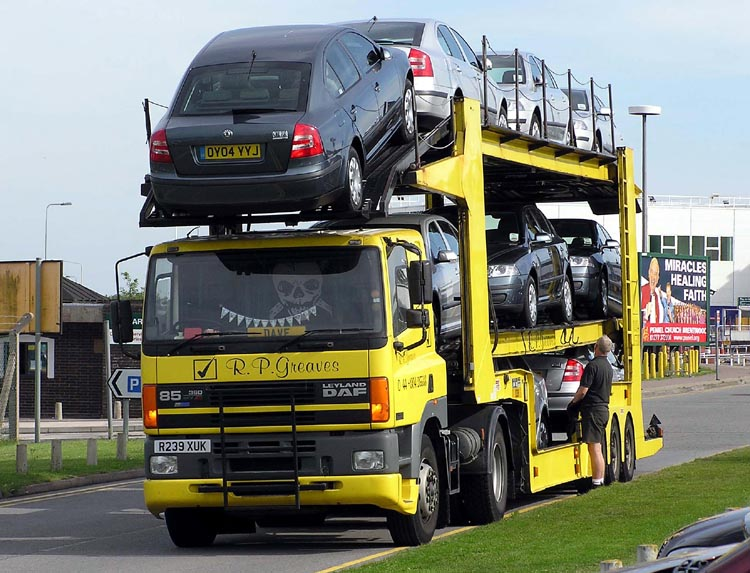
DAF 75/85

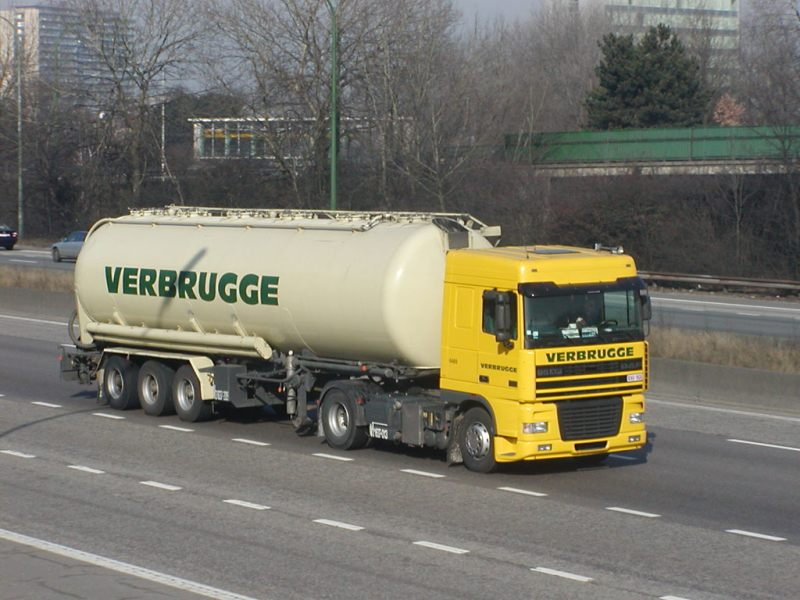
DAF 95XF

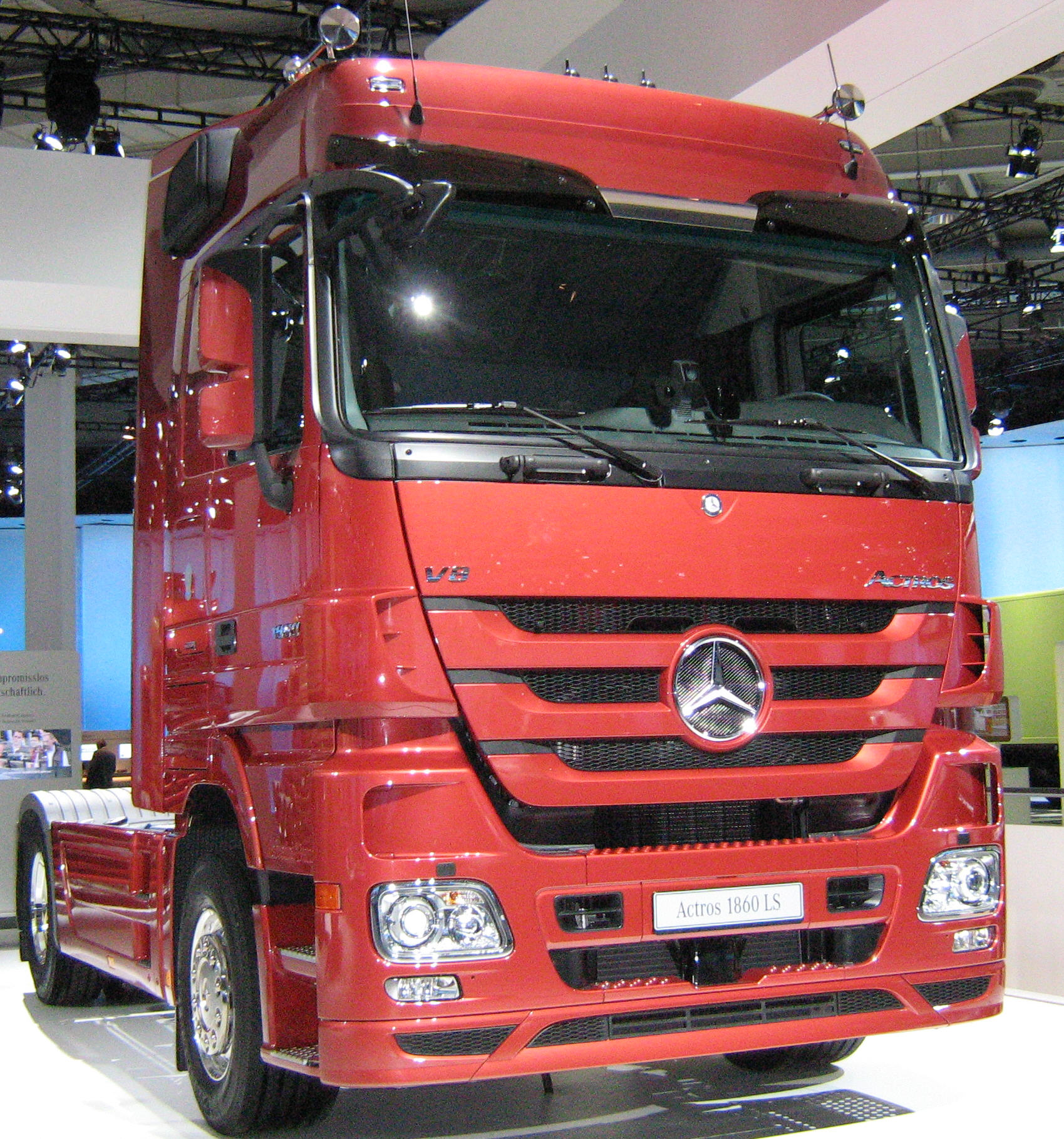
Mercedes-Benz Actros 2008

Bertrand Janssen (1959) is een Nederlands autodesigner.

## Biografie
Na een MTS-opleiding Weg- en Waterbouwkunde kwam Janssen eind jaren ’70 in dienst bij Volvo Car in Helmond als lay-out-tekenaar. Van ervaren stylisten en door middel van zelfstudie leerde hij daar de kneepjes van het vak ontwerpen. Van daar stapte hij over naar Duvedec, waar hij werd aangenomen als ontwerper. Met zijn ontwerpen won hij designwedstrijden van automobieltijdschrift Autokampioen met een dashboardontwerp, en van Truck Star met een truckontwerp. Hij stapte vervolgens over naar DAF, waar hij begon als stylist, en daarna doorgroeide tot design director bij Paccar verantwoordelijk voor de merken DAF, Peterbilt, Kenworth en Foden. Daarna is hij naar Mercedes Benz overgestapt waar hij nu de functie van senior manager commercial vehicles bekleedt.
Naam maakte hij als ontwerper van de DAF 75/85 met de typische ”wings”, de uitgebouwde zijwanden. Ook was hij verantwoordelijk voor de grote grille op de DAF 95XF, die vervolgens een trend zette, die door praktisch alle vrachtwagenfabrikanten in een of andere vorm werd overgenomen.
Zijn invloeden bij Mercedes Benz zijn duidelijk zichtbaar bij de in 2008 geïntroduceerde facelift van de Mercedes-Benz Actros, waarbij de nieuwe grille en de zonneklep opvallende kenmerken zijn.